# Gavina de Franklin
La gavina de Franklin (Larus pipixcan) és un ocell marí de la família dels làrids (Laridae). El nom específic pipixcan és el nom en Nàhuatl d'un tipus de gavina.
Va rebre el nom de l'explorador àrtic Sir John Franklin, que va dirigir una expedició de 1823 en la qual es va prendre el primer espècimen de gavina de Franklin.

## Descripció
La gavina de Franklin mesura entre 32 i 36 cm de longitud, pesa de 230 a 300 g i té una envergadura alar de 85-95 cm.
Es reprodueix a les províncies centrals del Canadà i als estats adjacents del nord dels Estats Units. És un ocell migratori, que hiverna a l'Argentina, el Carib, Xile i el Perú.
El cos de l'adult d'estiu és blanc i l'esquena i les ales són grises molt més fosques que totes les altres gavines de mida similar, excepte la gavina capnegra americana que és més grossa. Les ales tenen les puntes negres amb una banda blanca adjacent. El bec i les potes són vermelles. El cap negre en l'adult reproductor es perd majoritàriament a l'hivern.
Els ocells joves són similars als adults, però tenen el color del cap menys desenvolupat i no tenen la banda d'ala blanca. Triguen tres anys a arribar a la maduresa.

## Distribució
Tot i que l'ocell és poc comú a les costes d'Amèrica del Nord, es presenta com poc divagant al nord-oest d'Europa, sud i oest d'Àfrica, Austràlia i Japó, amb un únic registre a Eilat, Israel, el 2011 (Smith 2011), i un únic registre a Làrnaca, Xipre, juliol de 2006. A principis de 2017 s'ha observat també al sud de Romania, sud-est d'Europa.

## Comportament
Són omnívores com la majoria de les gavines, i cerquen entre la brossa a més de buscar preses petites adequades. A la primavera, es deixen portar pel corrents de grans rius bevent i alimentant-se aprofitant l'eclosió d'insectes. El comportament inclou surar per un tram particular i tornar repetidament a la mateixa secció.

### Reproducció
Els ocells es reprodueixen en colònies prop de llacs de praderies amb el niu construït a terra, o de vegades surant. Els dos o tres ous s'incubaran durant unes tres setmanes.